# Città di Napoli (incrociatore ausiliario)
Il Città di Napoli è stato un incrociatore ausiliario della Regia Marina, già motonave passeggeri italiana.

## Storia

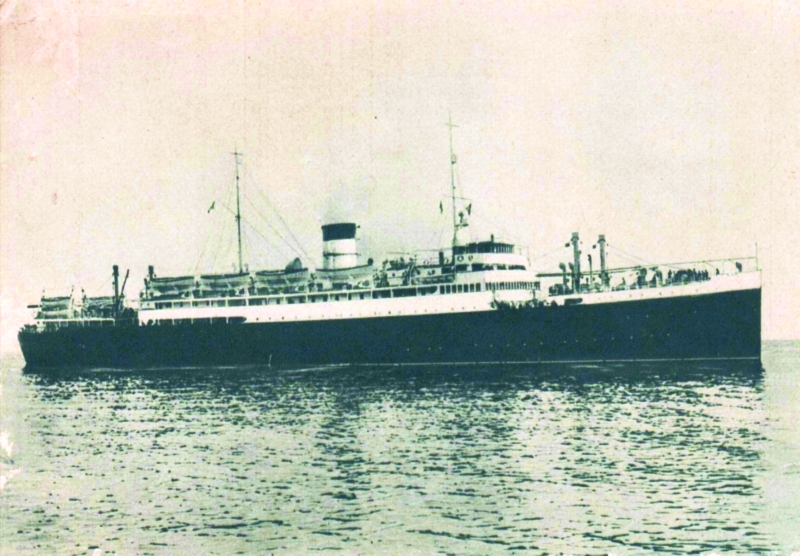
La Città di Napoli in navigazione negli anni trenta

Costruita tra il 1929 ed il 1930 nei Cantieri del Tirreno di Riva Trigoso su progetto dell'ingegner Giuseppe Loiacono per la Florio Società Italiana di Navigazione, con sede a Roma, insieme alla gemella Città di Tunisi, l'unità era originariamente una motonave passeggeri da 5418,12 tonnellate di stazza lorda e 2922,25 tonnellate di stazza netta, lunga 119,2 metri tra le perpendicolari e 125,16 fuori tutto e larga 15,53, propulsa da due motori diesel Tosi della potenza di 9000 CV asse su due eliche che consentivano la buona velocità di crociera (per una motonave mercantile) di 17 nodi, con una velocità massima 18,6 nodi (anche se alle prove erano stati toccati i 18,925). Lo scafo, in acciaio, aveva tre ponti ed altrettanti ordini di bagli, ed era diviso da undici paratie stagne. Dopo il completamento la nave venne iscritta, con matricola 151, al Compartimento marittimo di Palermo, venendo destinata alla linea celere Napoli-Palermo-Tunisi-Tripoli.
Primi comandanti della nave furono i capitani Rallo (dal 1930-1931 al 1933) e G. Di Janni (dal 1933). Il 22 marzo 1930 la Città di Napoli venne visitata dal Ministro delle comunicazioni Costanzo Ciano. All'arrivo al Molo Pisacane, ove la motonave si trovava ormeggiata, Ciano, insieme al Capo di Gabinetto Minale ed all'Amministratore delegato della Florio ingegnere commendatore Linch, venne accolto sul barcarizzo della Città di Napoli dal presidente della Florio, ammiraglio Cito-Filomarino, dal direttore generale della compagnia ingegner Giuseppe Loiacono, dal direttore della sede locale cavalier Grita e dal capitano Rallo. Imbarcate le autorità, la motonave, mentre veniva visitata dal ministro Ciano, compì una breve crociera nel golfo di Napoli (costeggiando Castellammare di Stabia, Sorrento e Capri e rientrando a Napoli alle 14.30), mettendo in mostra buone caratteristiche di stabilità.

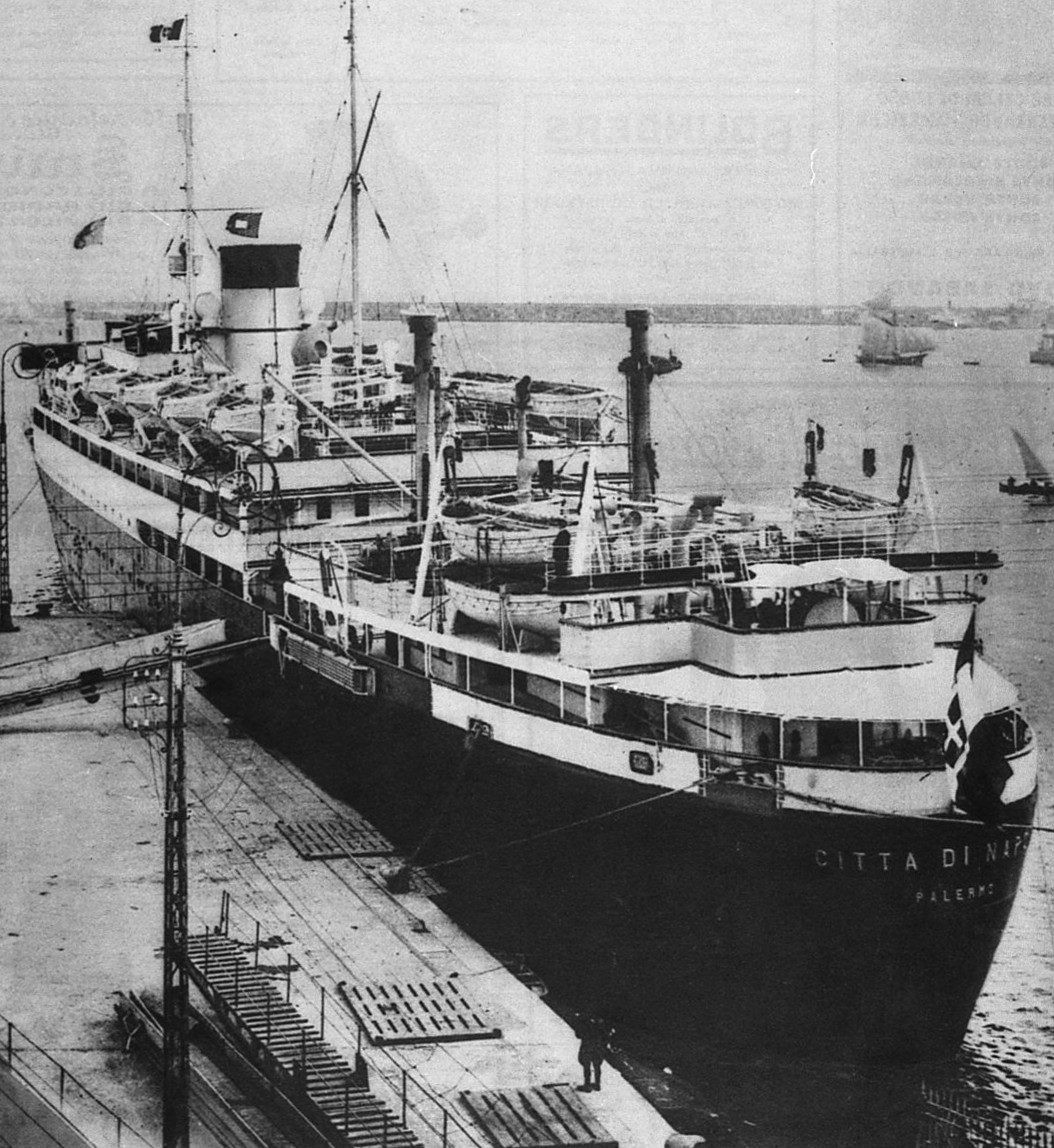
La nave a Napoli nel maggio 1930, in attesa di imbarcare il Cardinale Lépicier.

Nel maggio 1930 la Città di Napoli lasciò la propria città eponima e trasportò in Tunisia il legato pontificio Cardinale Alexis-Henri-Marie Lépicier, diretto al Congresso Eucaristico di Cartagine.
Nel marzo 1932 la Florio si fuse con la Compagnia Italiana Transatlantica (CITRA) formando la «Tirrenia Flotte Riunite Florio-Citra», che il 21 dicembre 1936, a seguito dell'unione con altre compagnie minori, formò la Tirrenia Società Anonima di Navigazione. La Città di Napoli seguì i mutamenti delle società armatoriali.
Nel 1938 la motonave, insieme ad altre tre unità della Tirrenia (Città di Savona, Città di Bastia e Olbia) e ad altri mercantili, fece parte di un convoglio che trasportò coloni in Libia.
Il 10 luglio 1940, un mese dopo l'ingresso dell'Italia nella seconda guerra mondiale, la Città di Napoli venne requisita dalla Regia Marina ed iscritta nel ruolo del naviglio ausiliario dello Stato come incrociatore ausiliario, con matricola D 1. Armata con quattro cannoni da 120/45 mm, due mitragliere da 20/65 mm ed altrettante da 13,2 mm, la nave venne assegnata principalmente a compiti di scorta ai convogli nonché di trasporto truppe e rifornimenti.
Il 29 luglio 1940, nell'ambito dell'operazione di traffico «Trasporto Veloce Lento», il Città di Napoli lasciò Napoli diretto a Bengasi insieme all'incrociatore ausiliario Città di Palermo e al trasporto truppe Marco Polo. La scorta diretta era costituita dalla XIII Squadriglia Torpediniere (Centauro, Circe, Climene e Clio), rilevata a Messina dalla I (Alcione, Aretusa, Airone ed Ariel), mentre unità maggiori fungevano da scorta indiretta per questo e per il secondo convoglio in mare nell'ambito dell'operazione «TVL». Le navi giunsero a destinazione il 31 luglio.

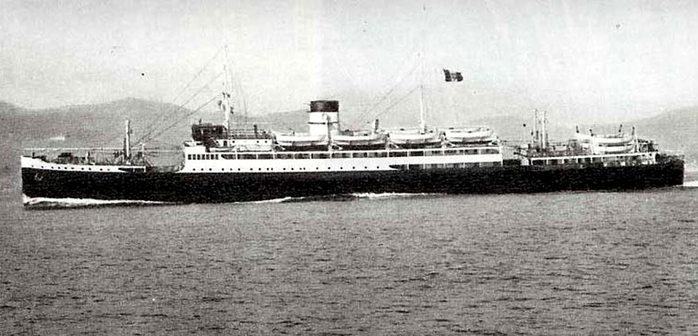
La motonave fotografata di profilo, con i colori della Tirrenia.

Nella mattinata del 9 luglio 1941 il Città di Napoli s'incagliò nei pressi di Roccella Ionica, potendo successivamente essere disincagliato.
Il 14 novembre 1941, in un periodo particolarmente difficile della battaglia dei convogli, il Città di Napoli (carico di 130 tonnellate di viveri e materiali, oltre a 697 militari) ed un altro incrociatore ausiliario, il Città di Genova (con a bordo 562 militari, 104 tonnellate di provviste e 60 di altri rifornimenti), salparono da Taranto con la scorta dei cacciatorpediniere Pigafetta e da Verrazzano, arrivando indenni a Bengasi due giorni dopo

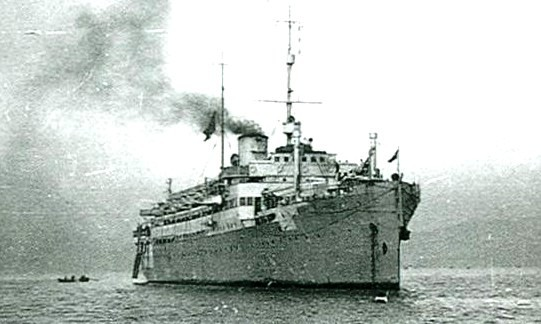
Il Città di Napoli dopo la trasformazione in incrociatore ausiliario

All'una di pomeriggio del 28 marzo 1942 l'incrociatore ausiliario, al comando del capitano di fregata Ciani, lasciò Patrasso per scortare a Bari, insieme alle anziane torpediniere Bassini, Mosto e Castelfidardo, un convoglio composto dai trasporti truppe Italia, Piemonte, Francesco Crispi, Aventino, Viminale e Galilea. Poco dopo il traverso di San Nicolò d'Itaca, in condizioni di mare calmo, senza vento, e cielo coperto (tempo però destinato a peggiorare in tarda serata), si aggregarono alla scorta il cacciatorpediniere Sebenico ed alcuni dragamine (secondo altra fonte il Sebenico ed anche una quarta torpediniera, la San Martino, partirono a Patrasso insieme al resto del convoglio, che era inizialmente composto dai soli trasporti Crispi, Galilea e Viminale, cui si aggiunsero, fuori Patrasso, i piroscafi Piemonte, Ardenza ed Italia), mentre un ricognitore sorvolava l'area, permanendo nei pressi sino al tramonto. Alle 18.30 venne oltrepassato Capo Dukato (Isole Ionie) mentre il tempo peggiorava rapidamente, ed alle 19.12 il convoglio si dispose su due file (con Galilea e Viminale in testa rispettivamente a sinistra e a dritta, distanziate di circa 600 metri) fiancheggiate dalle torpediniere, mentre il Città di Napoli si portò in testa, procedendo a zig zag. Nella tarda serata il convoglio venne avvistato dal sommergibile britannico Proteus, che, tra le 22.45 e le 22.50, silurò il Galilea: l'unica nave lasciata ad assistere la nave colpita fu la Mosto, mentre il resto del convoglio proseguì alla volta di Bari, giungendovi l'indomani. Dopo cinque ore di agonia, tra le 3.40 e le 3.50 del 29 marzo, il Galilea s'inabissò in posizione 39°03' N e 20°06' E: nel disastro scomparvero 995 uomini, a fronte di 319 sopravvissuti. La scorta ritenne, a torto, di aver danneggiato un sommergibile.
L'11 maggio 1942 il Città di Napoli venne radiato dal ruolo del Naviglio ausiliario dello Stato, restando però requisito.
Nel periodo tra il 12 ed il 16 novembre 1942 la Città di Napoli, insieme alla Città di Tunisi, alla moderna motonave da carico Caterina Costa, ai piroscafi Savigliano, Labor e Menes ed ai cacciatorpediniere della Squadriglia «Maestrale», partecipò al trasporto in Tunisia di 3682 uomini, 2827 tonnellate di rifornimenti e combustibili e 450 veicoli.
Alle otto di sera del 16 novembre 1942 l'unità partì da Biserta scortata dalla torpediniera Clio, giungendo indenne a Palermo alle 10.30 del giorno seguente, dopo aver evitato l'attacco, alle 7.30 del 17, da parte di un sommergibile rimasto sconosciuto, al largo di Capo San Vito siculo.

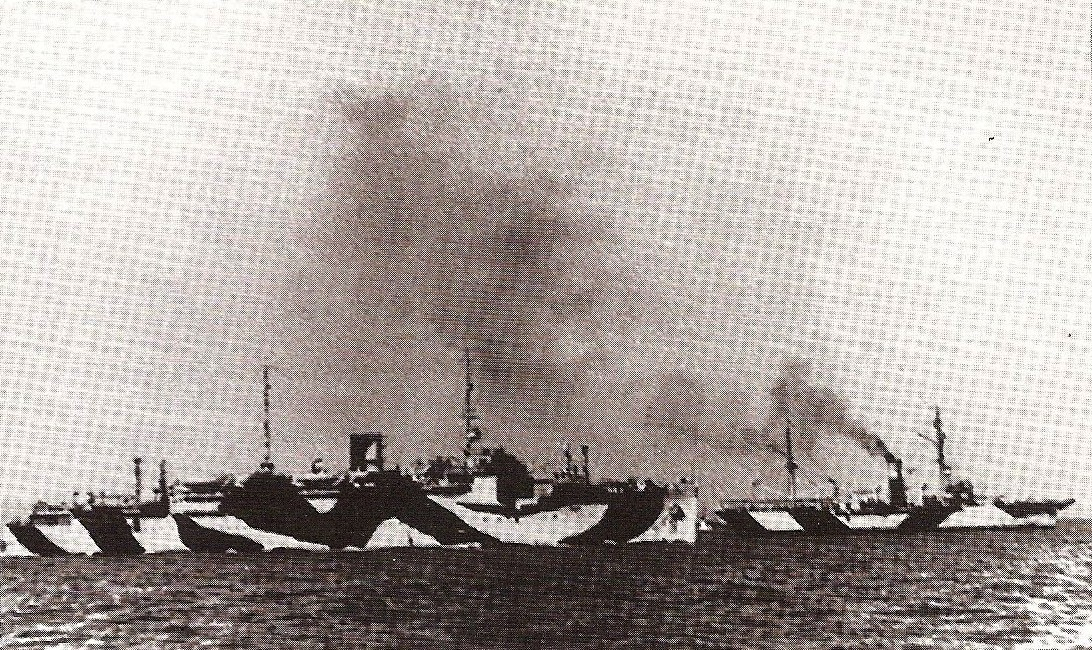
Il Città di Napoli (a sinistra), con colorazione mimetica, sorpassa la nave idrografica Ammiraglio Magnaghi.

Il 26 novembre la nave, unitamente alla Città di Tunisi (le due navi formavano il convoglio «G»), lasciò Palermo per Biserta con la scorta dei cacciatorpediniere Mitragliere, Folgore e Corazziere e della torpediniera Climene. Durante la navigazione, nella notte tra il 26 ed il 27, il convoglio «G» s'incrociò con il convoglio «LL» (piroscafi Zenobia Martini e Giuseppe Leva ed unità di scorta), in navigazione di ritorno da Tripoli a Palermo. Causa una manovra errata da parte della torpediniera Circe, che procedeva oscurata, quale unità di scorta, in coda al convoglio «LL», il Città di Tunisi speronò e affondò la torpediniera, con la morte di 66 uomini, mentre 99 vennero recuperati dal Folgore.
Giunta a Biserta, la Città di Napoli, mentre era ormeggiata nel porto tunisino, venne colpita durante un bombardamento aereo, riportando danni ed un incendio a prua. Il 28 novembre, alle 14.15, la Città di Napoli lasciò Biserta per rientrare a Palermo, scortata dai cacciatorpediniere Folgore e Maestrale e dalla moderna torpediniera di scorta Animoso. Alle 22.40, a settentrione di Capo San Vito siculo, la motonave venne scossa da una violenta esplosione a prua: irrimediabilmente danneggiata, l'unità s'inabissò dopo quaranta (per altre fonti cinquanta) minuti, verso le 23.20, in posizione 38°13' N e 12°20' E (o 38°13' N e 12°29' E), al largo delle Isole Egadi. Le unità della scorta ritennero inizialmente che la Città di Napoli fosse stata silurata da un sommergibile, ma, dopo aver cercato infruttuosamente unità subacquee con l'ecogoniometro, si pensò che la motonave avesse urtato una mina. I superstiti della motonave vennero recuperati dal Folgore e dal Maestrale.
Quella della Città di Napoli rappresentò la prima perdita della battaglia dei convogli per la Tunisia.